# Mistrovství světa v alpském lyžování 2021 – superkombinace žen
Superkombinace žen na Mistrovství světa v alpském lyžování 2021 se konala v pondělí 15. února 2021 jako třetí ženský závod světového šampionátu v Cortině d'Ampezzo. Původně měla proběhnout již 8. února ve formě zahajovací soutěže. Pro husté sněžení v noci před závodem však došlo k týdennímu odkladu. Superobří slalom na sjezdovce Olympia delle Tofane odstartoval v 9.45 hodin místního času. Odpolední slalom na něj navázal od 14.10 hodin. Do závodu nastoupilo 33 lyžařek ze 17 států.
Dvojnásobnou obhájkyní zlata byla 27letá Švýcarka Wendy Holdenerová, která vyhrála superkombinační závody ve Svatém Mořici 2017 i v Åre 2019. Čtrnáctá po úvodním cortinském Super-G nedokončila odpolední slalom.
Slalomová trať byla zledovatělá a velmi náročná. Z třiceti závodnic druhého kola dokončilo slalom pouze šestnáct.

## Medailistky
Mistryní světa se stala 25letá Američanka Mikaela Shiffrinová, která na probíhajícím šampionátu navázala na bronz ze superobřího slalomu. Po třetí příčce z úvodního Super-G dominovala těžkému slalomu. V kombinačním závodu startovala na mistrovstvích světa vůbec poprvé. Celkově šestý titul světové šampionky a devátá medaile znamenaly, že se stala nejúspěšnějším americkým lyžařem na mistrovstvích světa, když překonala pět zlatých Teda Ligetyho a osm cenných kovů Lindsey Vonnové.
Se ztrátou osmdesáti šesti setin sekundy vybojovala stříbro 25letá Slovenka Petra Vlhová, když rozhodla druhou nejrychlejší jízdou ve slalomu. Obhájila tak shodné umístění z Åre 2019. V individuálních závodech světových šampionátů si připsala čtvrtou medaili. Ve Svatém Mořici 2017 byla již členkou stříbrného družstva v týmové soutěži.
Bronz si odvezla 27letá Švýcarka a úřadující olympijská šampionka Michelle Gisinová, jež za stříbrem zaostala o pouhé tři setiny sekundy. Na světových šampionátech navázala na druhé místo ze Svatého Mořice 2017.

## Výsledky
| P                                                                  | SČ | lyžařka                    | stát                    | Super-G                  | pořadí                   | slalom                   | pořadí                   | celkově                  | ztráta                   |
| ------------------------------------------------------------------ | -- | -------------------------- | ----------------------- | ------------------------ | ------------------------ | ------------------------ | ------------------------ | ------------------------ | ------------------------ |
| Zlatá medaile                                                      | 28 | Mikaela Shiffrinová        | USA                     | 1:22,17                  | 3                        | 45,05                    | 1                        | 2:07,22                  |                          |
| Stříbrná medaile                                                   | 26 | Petra Vlhová               | Slovensko               | 1:22,51                  | 7                        | 45,57                    | 2                        | 2:08,08                  | +0,86                    |
| Bronzová medaile                                                   | 15 | Michelle Gisinová          | Švýcarsko               | 1:22,37                  | 5.                       | 45,74                    | 3.                       | 2:08,11                  | +0,89                    |
| 4.                                                                 | 17 | Elena Curtoniová           | Itálie                  | 1:22,12                  | 2.                       | 47,45                    | 5.                       | 2:09,57                  | +2,35                    |
| 5.                                                                 | 13 | Ramona Siebenhoferová      | Rakousko                | 1:23,18                  | 15.                      | 46,85                    | 4.                       | 2:10,03                  | +2,81                    |
| 6.                                                                 | 3  | Marta Bassinová            | Itálie                  | 1:23,01                  | 12.                      | 47,75                    | 7.                       | 2:10,76                  | +3,54                    |
| 7.                                                                 | 4  | Laura Gauchéová            | Francie                 | 1:23,29                  | 16.                      | 47,57                    | 6.                       | 2:10,86                  | +3,64                    |
| 8.                                                                 | 5  | Ester Ledecká              | Česko                   | 1:22,27                  | 4.                       | 49,07                    | 10.                      | 2:11,34                  | +4,12                    |
| 9.                                                                 | 1  | Ragnhild Mowinckelová      | Norsko                  | 1:22,58                  | 8.                       | 49,57                    | 13.                      | 2:12,15                  | +4,93                    |
| 10.                                                                | 19 | Maruša Ferková             | Slovinsko               | 1:22,78                  | 9.                       | 49,48                    | 12.                      | 2:12,26                  | +5,04                    |
| 11.                                                                | 11 | Franziska Gritschová       | Rakousko                | 1:23,49                  | 20.                      | 49,13                    | 11.                      | 2:12,62                  | +5,40                    |
| 12.                                                                | 31 | Maryna Gąsienica-Danielová | Polsko                  | 1:24,20                  | 23                       | 48,83                    | 9                        | 2:13,03                  | +5,81                    |
| 13.                                                                | 24 | Katharina Huberová         | Rakousko                | 1:26,08                  | 30.                      | 48,30                    | 8.                       | 2:14,38                  | +7,16                    |
| 14.                                                                | 33 | Isabella Wrightová         | USA                     | 1:23,44                  | 18.                      | 51,18                    | 14.                      | 2:14,62                  | +7,40                    |
| 15.                                                                | 21 | Greta Smallová             | Austrálie               | 1:24,76                  | 25.                      | 51,41                    | 15.                      | 2:16,17                  | +8,95                    |
| 16.                                                                | 25 | Elvedina Muzaferijová      | Bosna a Hercegovina     | 1:24,80                  | 26.                      | 51,41                    | 15.                      | 2:16,21                  | +8,99                    |
| —                                                                  | 7  | Federica Brignoneová       | Itálie                  | 1:22,11                  | 1.                       | nedojela do cíle slalomu | nedojela do cíle slalomu | nedojela do cíle slalomu | nedojela do cíle slalomu |
| —                                                                  | 23 | Kajsa Vickhoff Lieová      | Norsko                  | 1:22,43                  | 6.                       | nedojela do cíle slalomu | nedojela do cíle slalomu | nedojela do cíle slalomu | nedojela do cíle slalomu |
| —                                                                  | 16 | Jasmina Suterová           | Švýcarsko               | 1:22,78                  | 9.                       | nedojela do cíle slalomu | nedojela do cíle slalomu | nedojela do cíle slalomu | nedojela do cíle slalomu |
| —                                                                  | 20 | Marie-Michèle Gagnonová    | Kanada                  | 1:22,79                  | 11.                      | nedojela do cíle slalomu | nedojela do cíle slalomu | nedojela do cíle slalomu | nedojela do cíle slalomu |
| —                                                                  | 10 | Valérie Grenierová         | Kanada                  | 1:23,02                  | 13.                      | nedojela do cíle slalomu | nedojela do cíle slalomu | nedojela do cíle slalomu | nedojela do cíle slalomu |
| —                                                                  | 9  | Wendy Holdenerová          | Švýcarsko               | 1:23,08                  | 14.                      | nedojela do cíle slalomu | nedojela do cíle slalomu | nedojela do cíle slalomu | nedojela do cíle slalomu |
| —                                                                  | 22 | Meta Hrovatová             | Slovinsko               | 1:23,39                  | 17.                      | nedojela do cíle slalomu | nedojela do cíle slalomu | nedojela do cíle slalomu | nedojela do cíle slalomu |
| —                                                                  | 6  | Priska Nuferová            | Švýcarsko               | 1:23,47                  | 19.                      | nedojela do cíle slalomu | nedojela do cíle slalomu | nedojela do cíle slalomu | nedojela do cíle slalomu |
| —                                                                  | 8  | Ariane Rädlerová           | Rakousko                | 1:23,51                  | 21.                      | nedojela do cíle slalomu | nedojela do cíle slalomu | nedojela do cíle slalomu | nedojela do cíle slalomu |
| —                                                                  | 30 | Estelle Alphandová         | Švédsko                 | 1:24,05                  | 22.                      | nedojela do cíle slalomu | nedojela do cíle slalomu | nedojela do cíle slalomu | nedojela do cíle slalomu |
| —                                                                  | 32 | AJ Hurtová                 | USA                     | 1:24,71                  | 24.                      | nedojela do cíle slalomu | nedojela do cíle slalomu | nedojela do cíle slalomu | nedojela do cíle slalomu |
| —                                                                  | 18 | Nevena Ignjatovićová       | Srbsko                  | 1:25,05                  | 27.                      | nedojela do cíle slalomu | nedojela do cíle slalomu | nedojela do cíle slalomu | nedojela do cíle slalomu |
| —                                                                  | 14 | Tifany Rouxová             | Francie                 | 1:25,55                  | 28.                      | nedojela do cíle slalomu | nedojela do cíle slalomu | nedojela do cíle slalomu | nedojela do cíle slalomu |
| —                                                                  | 29 | Francesca Baruzziová       | Argentina               | 1:25,92                  | 29.                      | nedojela do cíle slalomu | nedojela do cíle slalomu | nedojela do cíle slalomu | nedojela do cíle slalomu |
| —                                                                  | 2  | Nadia Delagová             | Itálie                  | nedojela do cíle Super-G | nedojela do cíle Super-G | nedojela do cíle Super-G | nedojela do cíle Super-G | nedojela do cíle Super-G | nedojela do cíle Super-G |
| —                                                                  | 12 | Breezy Johnsonová          | USA                     | nedojela do cíle Super-G | nedojela do cíle Super-G | nedojela do cíle Super-G | nedojela do cíle Super-G | nedojela do cíle Super-G | nedojela do cíle Super-G |
| —                                                                  | 34 | Noa Szőllősová             | Izrael                  | nedojela do cíle Super-G | nedojela do cíle Super-G | nedojela do cíle Super-G | nedojela do cíle Super-G | nedojela do cíle Super-G | nedojela do cíle Super-G |
| —                                                                  | 27 | Julija Pleškovová          | Ruská lyžařská federace | nenastoupila na start    | nenastoupila na start    | nenastoupila na start    | nenastoupila na start    | nenastoupila na start    | nenastoupila na start    |
| Super-G odstartovalo v 9.45 hodin a slalom ve 14.10 hodin (UTC+1). |    |                            |                         |                          |                          |                          |                          |                          |                          |